# Samoon

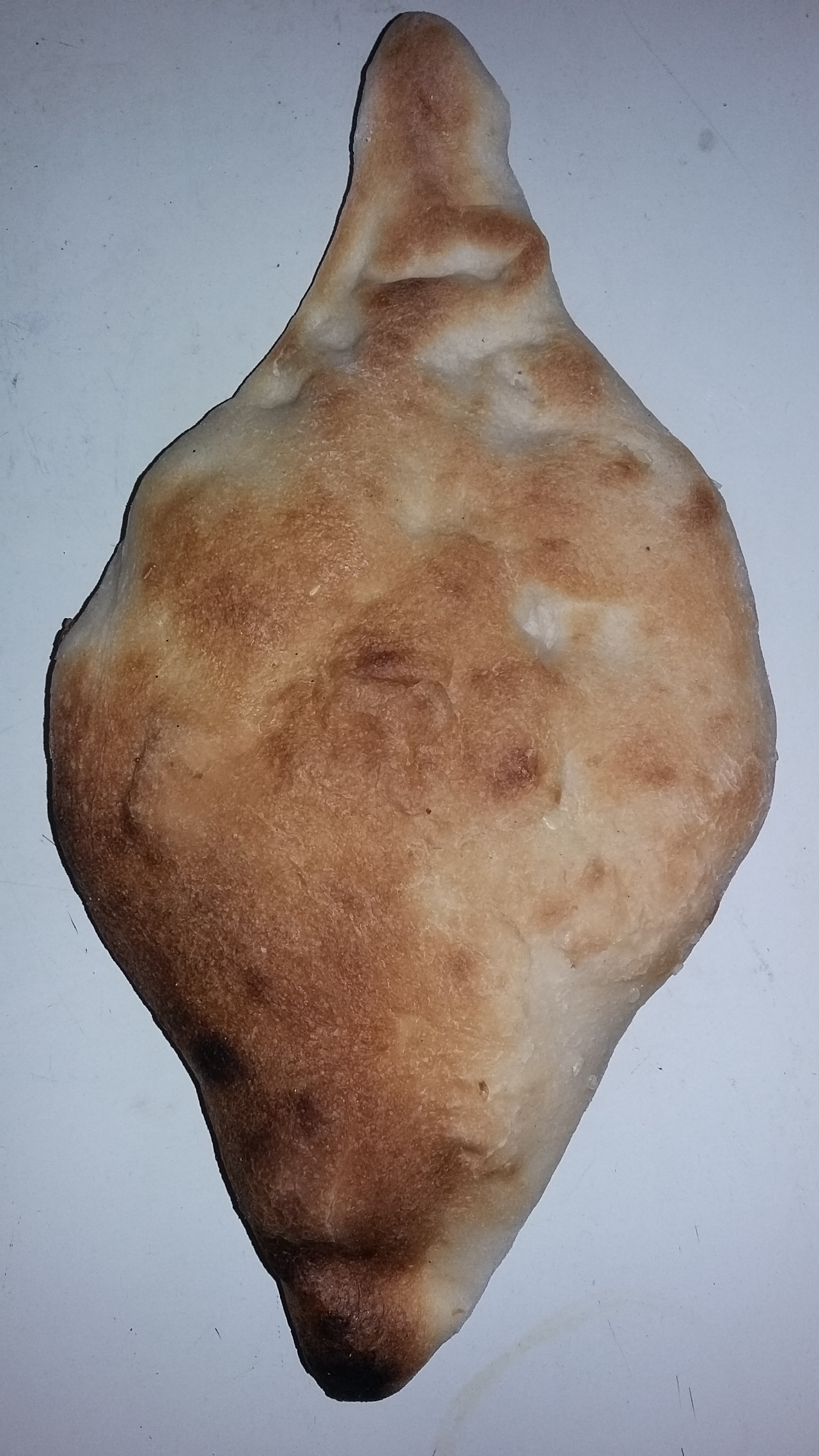
Pan samoon, originario de Irak, y muy popular en la región del Levante.

El samoon iraquí o samoon a la piedra (en árabe: صمون‎) es un tipo de pan con levadura que es consumido principalmente en Irak. Se lo cuece en hornos tradicionales de piedra, de manera similar a lo que se hace con la pizza. Este tipo de pan es uno de los panes más frecuentes en Irak, junto con el Khubz. Por lo general acompaña a numerosos platillos y preparaciones tales como hummus, kebab, shawarma. Es uno de los panes más populares consumidos en Irak y en toda la región del Levante y existen variantes del mismo en Siria y Líbano. Es extremadamente popular en la región del Kurdistán iraquí. También se le encuentra en otros países del medio oriente tales como Kuwait y Arabia Saudita.

## Receta
Preparar la levadura con agua tibia y una pizca de azúcar, y dejar se desarrolle durante unos 5 min.
Para preparar la masa mezclar dos tazas de harina integral de trigo con una taza de agua caliente y una cucharadita de levadura y dos cucharaditas de aceite. Hay quienes prefieren agregar una taza de harina integral de trigo cada tres tazas de harina de trigo estándar. La harina integral de trigo hace que la masa sea más suave y que el pan posea un sabor más rico.